# ما لونغ (لاعب كرة قدم)
ما لونغ (بالصينية: 马龙) (26 فبراير 1990 بتشينغداو في الصين - ) هو لاعب كرة قدم صيني في مركز الوسط. لعب مع شاندونغ لونينغ ونادي تشينغداو.

## وصلات خارجية
- ما لونغ على موقع قاعدة بيانات كرة القدم.إي يو (الإنجليزية)
- ما لونغ على موقع Soccerway.com (الإنجليزية)
- ما لونغ على موقع اللجنة الأولمبية الصينية (الإنجليزية)